# Parambahan (Lima Kaum)
Parambahan is een bestuurslaag in het regentschap Tanah Datar van de provincie West-Sumatra, Indonesië. Parambahan telt 2206 inwoners (volkstelling 2010).